# レイのブログ
レイのブログ（Ray's Blog）は、株式会社Classroom Adventureが開発・運営する教育プログラムである。ゲーミフィケーションを活用し、謎解きを通じてファクトチェックやメディアリテラシーのスキルを学べるように設計されている。2023年4月のローンチ以降、日本を中心に世界各国の教育機関で導入が進んでいる。

## プログラム概要
レイのブログは、アニメ風の物語世界の中で展開される謎解きゲームを通じて、メディアリテラシーとファクトチェックのスキルを学ぶプログラムである。参加者は「レイ」と名乗る謎の人物が残したブログの中から偽情報を見つけ出し、正しい情報を探し当てることで、レイの正体に迫っていく。
プログラムは主に以下の3つのステップで構成されている：
疑う：情報を批判的に見る姿勢を養う
調べる：実際にインターネットを使って情報を検証する
判断する：集めた情報を基に結論を導き出す
これらのステップを繰り返し実践することで、参加者は自然とメディアリテラシーのスキルを身につけることができる。
プログラムは通常、ゲームパート（60分）とレッスンパート（30分）の2部構成で実施される。レッスンパートでは、ゲームで学んだ内容と実際のファクトチェック事例との関連性について解説が行われる。
レイのブログは、中学校・高校・大学・言語学校・児童養護施設などの教育機関での導入が行われている。

## 多言語対応
レイのブログは当初日本語版のみでスタートしたが、その後急速に多言語化が進められている。2024年6月現在、以下の言語版が提供されている：
日本語/英語/中国語（繁体字）
台湾で導入が進む中国語版（3年B班的隱藏者）は台湾ファクトチェックセンターとの共同開発により提供されている。

## Classroom Adventure
レイのブログは、慶應義塾大学の学生である堀口野明、今井善太郎、古堅陽向の3名によって設立されたClassroom Adventureによって開発された。3名は2022年にGoogleが主催したファクトチェックの世界大会「Google Youth Verification Challenge」で日本優勝・世界4位になった経験を持つ。
この経験を活かし、楽しみながらメディアリテラシーを学べるプログラムの開発に着手。約1年の開発期間を経て、2023年4月に最初のバージョンがリリースされた。
2023年12月には、Googleが主催する「APAC Trusted Media Summit」に招待され、国際的な注目を集めた。2024年3月、朝日新聞社主催の「大学SDGs ACTION! AWARDS 2024」でグランプリを受賞。同年5月には台湾でも展開を開始し、国際化が進んでいる。